# Мурська Собота (община)
Община Мурська Собота (словен. Mestna občina Murska Sobota) — одна з общин Словенії. Адміністративним центром є місто Мурска-Собота.

## Населення
У 2011 році в общині проживало 19313 осіб, 9130 чоловіків і 10183 жінок. Чисельність економічно активного населення (за місцем проживання), 6873 осіб. Середня щомісячна чиста заробітна плата одного працівника (EUR), 902,34 (в середньому по Словенії 987.39). Приблизно кожен другий житель у громаді має автомобіль (50 автомобілі на 100 жителів). Середній вік жителів склав 43,8 роки (в середньому по Словенії 41.8).